# Ipiaú
Ipiaú este un oraș în statul Bahia (BA) din Brazilia.